# Adoul
Au Maroc, Adoul (en arabe: عدول) est une personne exerçant une profession libérale selon des spécialisations et des conditions définies par la loi n° 16.03 relative à la profession d'Adoul et aux textes législatifs spécifiques. Cette profession relève des professions auxiliaires de la justice.
Les Adouls sont chargés d'authentifier les contrats que le Code de la famille marocain oblige à authentifier, tels que le contrat de mariage et de répudiation, ainsi que de traiter les cas de divorce et de règlement des successions. La loi accorde aux Adouls exclusivement l'authentification des affaires familiales, et ils peuvent également rédiger et authentifier certains autres contrats juridiques tels que les contrats immobiliers, entre autres.
Les Adouls disposent de bureaux similaires à ceux des notaires et des notaires publics, avec quelques différences mineures. Cette profession était traditionnellement réservée aux hommes, mais en 2018, pour la première fois, les femmes ont été autorisées à exercer cette profession et à authentifier les mariages, divorces, et autres actes,,,.